# Hemigrammus gracilis
Hemigrammus gracilis és una espècie de peix de la família dels caràcids i de l'ordre dels caraciformes.

## Morfologia
- Els mascles poden assolir 4,4 cm de llargària total.[5]

## Hàbitat
Viu a àrees de clima subtropical.

## Distribució geogràfica
Es troba a Sud-amèrica: conques dels rius São Francisco i Amazones.